# Нижанковицька селищна громада
Нижанковицька селищна об'єднана територіальна громада — об'єднана територіальна громада в Україні, в Старосамбірському районі Львівської області. Адміністративний центр — смт. Нижанковичі.
Населення 2521 мешканці (2017)
Утворена у 2016 році шляхом об'єднання Нижанковицької селищної та Борщевицької сільської ради.

## Населені пункти
До складу Нижанковицької ОТГ входить 1 смт та 2 села (нас. чол.):
- смт Нижанковичі (1824)
- с. Боршевичі (328)
- с. Библо (414)

## Керівництво
Головою Нижанковицької ОТГ є Володимир Смолінський. До складу ради VIII демократичного скликання входить 14 депутатів.

## Соціальна сфера
За рахунок громади працює ЗОШ І-ІІІ степеня в смт Нижанковичі та одна ЗОШ І-ІІ ступеня. Є один дошкільний навчальний заклад. Окрім того є Державний професійно-технічний навчальний заклад «Нижанковицький професійний ліцей».